# Solejrolia rozesłana
Solejrolia rozesłana, helksynia soleirola (Soleirolia soleirolii (Req.) Dandy) – gatunek roślin z monotypowego rodzaju solejrolia (też: drobinka) Soleirolia z rodziny pokrzywowatych (Urticaceae). Jest endemitem zachodniej części basenu Morza Śródziemnego występującym naturalnie na: Sardynii, Korsyce, Majorce, Półwyspie Apenińskim oraz na północno-wschodnim krańcu Algierii (gdzie odkryty został w 2017 roku). Jako gatunek introdukowany rośnie w Europie na zachód od Danii, Niemiec i Austrii, w zachodniej Ameryce Północnej (Kalifornia i północno-zachodni Meksyk), w zachodniej Ameryce Południowej (Kolumbia, Peru i Chile) oraz na Tasmanii.
Roślina jest uprawiana jako okrywowa w szklarniach, jako roślina pokojowa oraz ogrodowa w klimacie ciepłym lub wynoszona do ogrodów latem w klimacie umiarkowanym.

## Morfologia

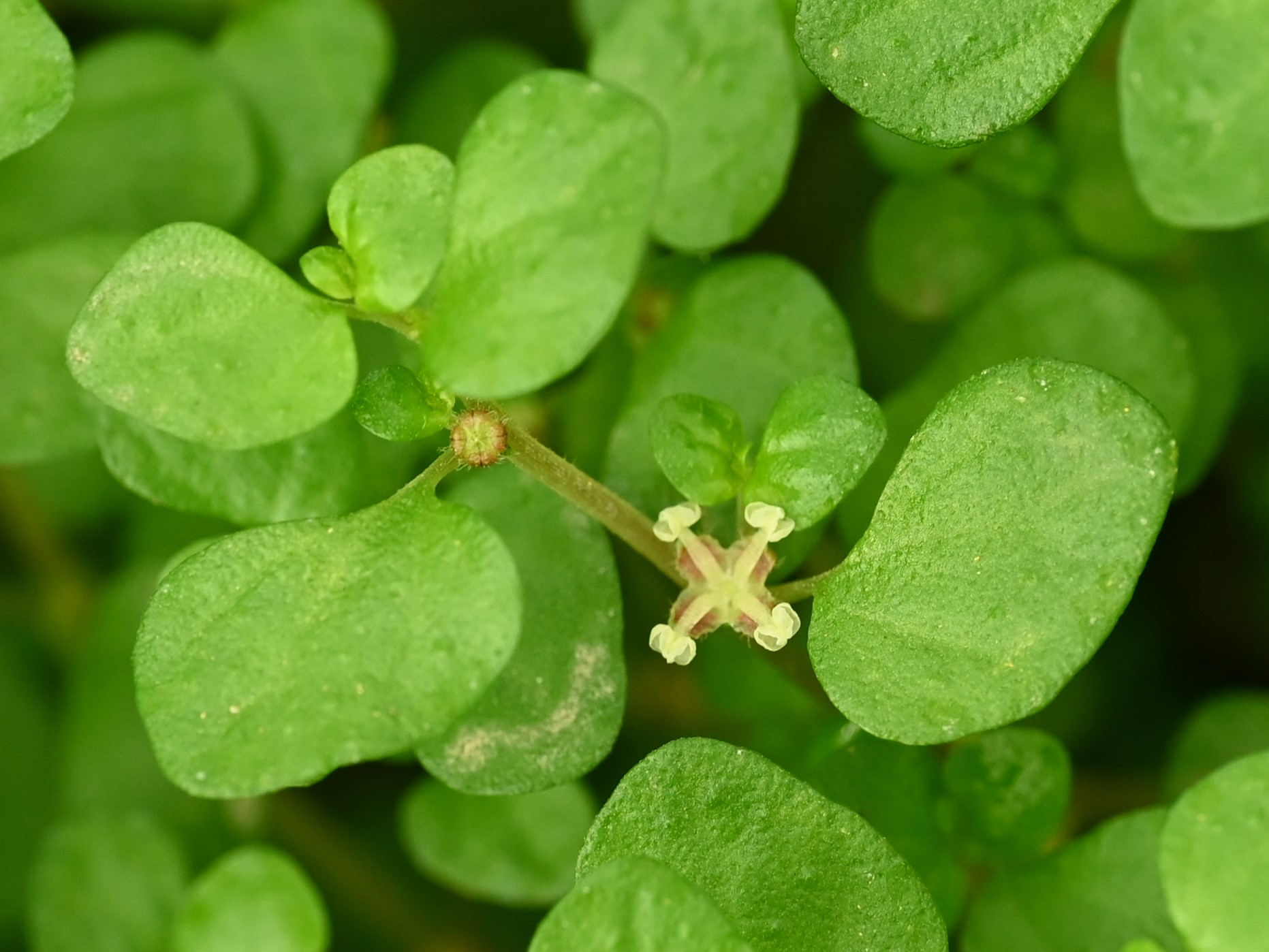
Kwitnąca solejrolia

PokrójBylina o pędach owłosionych, ale pozbawionych kłujących włosków. Łodygi delikatne, nitkowate, silnie rozgałęziające się, ścielące się po podłożu i osiągające zwykle do kilku cm wysokości, maksymalnie do 20 cm, korzeniące się w węzłach i gęsto pokrywające duże powierzchnie. Korzenie delikatne.
LiścieSkrętoległe (nierzadko pozornie naprzeciwległe), pojedyncze, całobrzegie, bez przylistków. Blaszki osadzone na krótkich ogonkach, nerkowato okrągłe, o średnicy zwykle do 5 mm, od góry rzadko owłosione i z cystolitami, od spodu z nielicznymi włoskami na nerwach i bez cystolitów. Liście są jasnozielone, u odmian też żółte i srebrzyste, miękkie.
KwiatyDrobne, rozdzielnopłciowe, krótkoszypułkowe (szypułki poniżej 1 mm długości), wyrastają pojedynczo u nasady liści (męskie w górze pędu, żeńskie niżej). Kwiaty męskie wsparte są okrywą z 3 wąskich i wolnych listków podkwiatowych. Dzwonkowaty okwiat składa się z czterech listków zrośniętych do połowy i osiągających do 1,3 mm długości. Pręciki są cztery. Kwiaty żeńskie wsparte są zrośniętymi w rurkę trzema listkami podkwiatowymi. Okwiat czterolistkowy jest rurkowaty i osiąga do 0,8 mm długości. Zalążnia zwieńczona krótką szyjką słupka. Okwiat jest białawy.
OwoceDrobne, jajowate niełupki zamknięte w trwałym okwiecie i okrywie podkwiatowej.

## Ekologia
Roślina cieniolubna (bezpośrednie światło słoneczne niszczy liście). Rośnie u wejść do jaskiń, na skalistych zboczach i nawisach, w wąwozach do 700 m n.p.m.

## Systematyka i taksonomia
Pozycja systematyczna

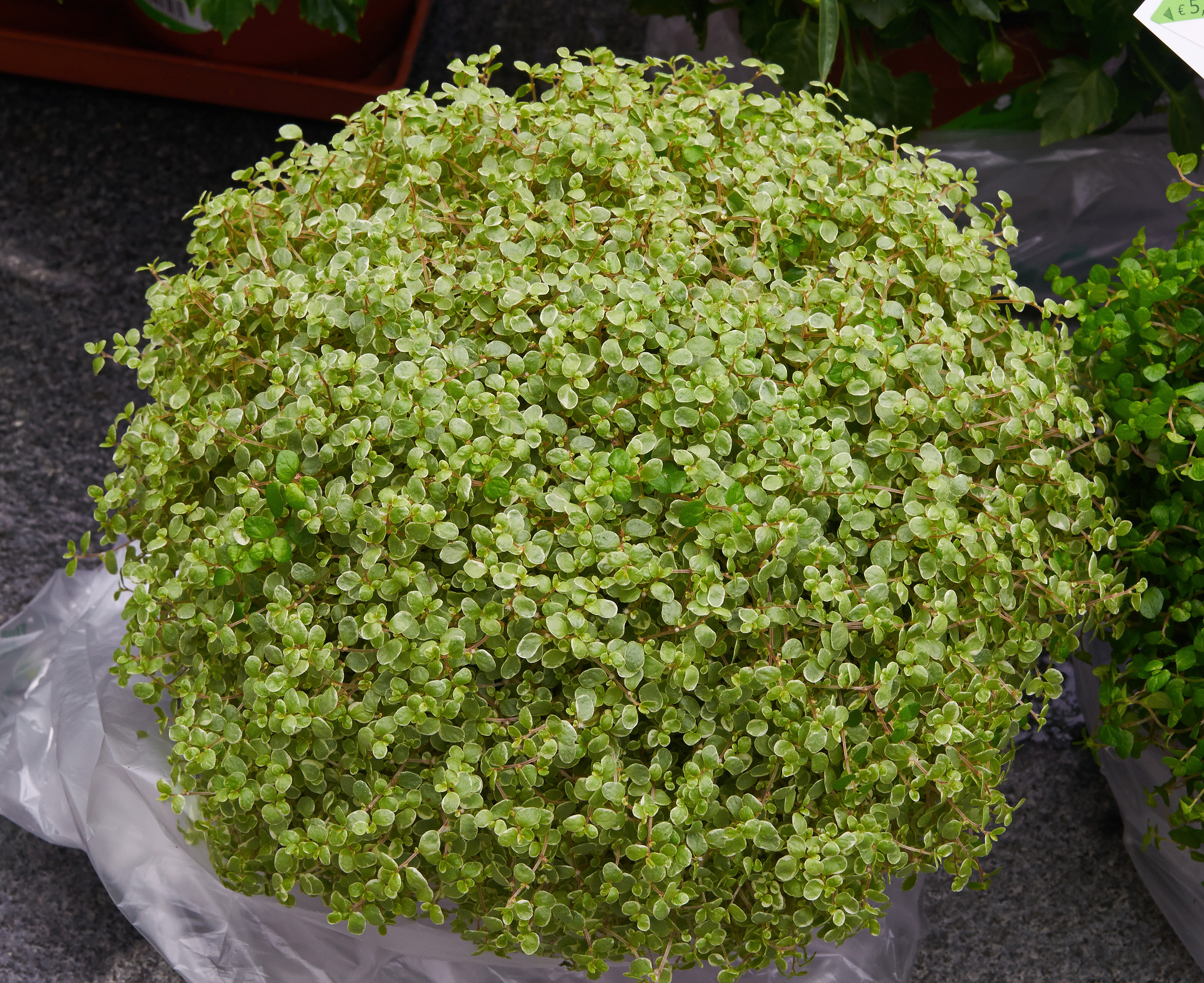
Odmiana 'Argentea'

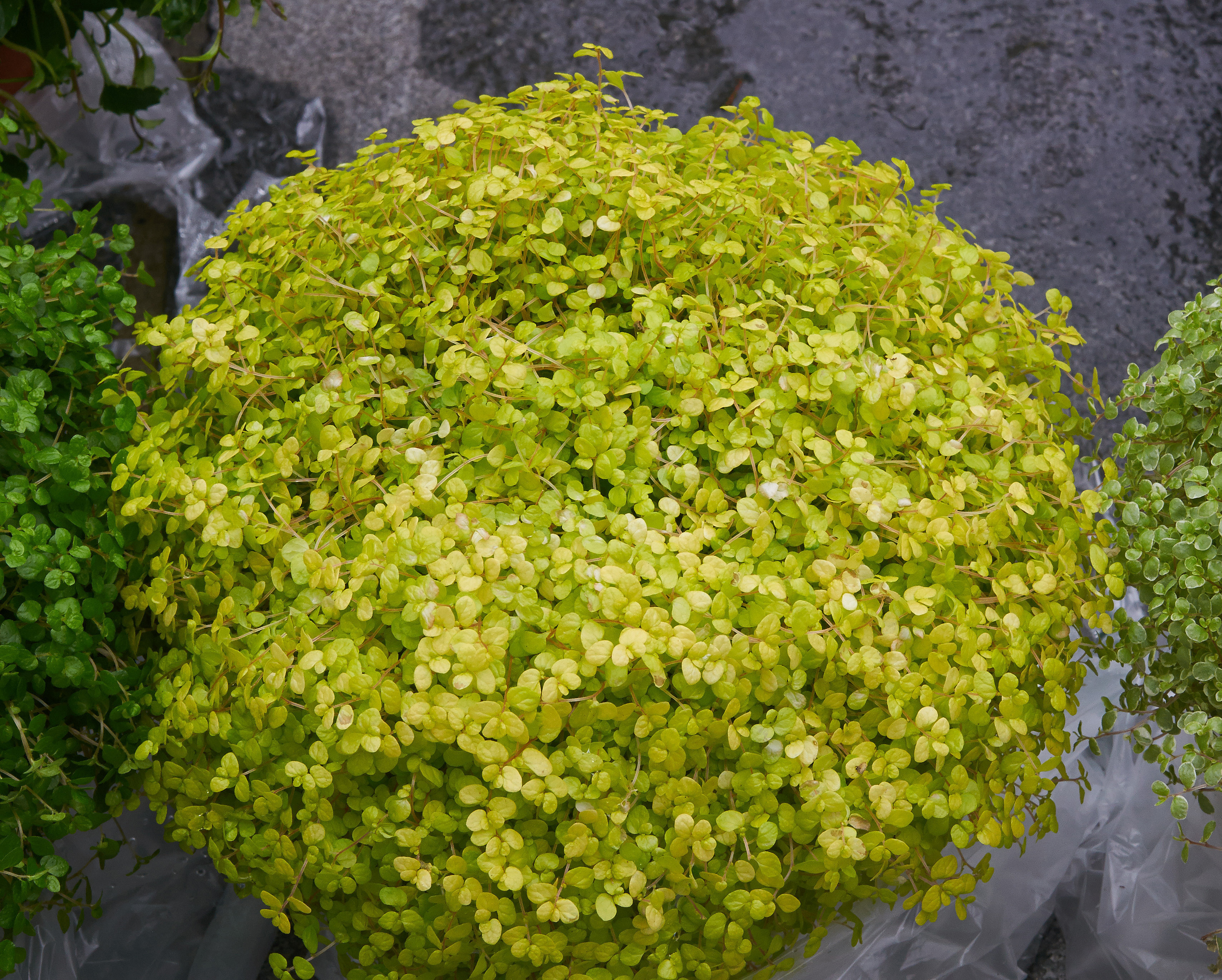
Odmiana 'Aurea'

Gatunek z monotypowego rodzaju solejrolia Soleirolia Gaudich. in Voy. Uranie: 504 (1830) (synonimy: Helxine Req., Helxine Bubani). Rodzaj należy do rodziny pokrzywowatych (Urticaceae), w obrębie której zaliczany jest do plemienia Boehmerieae Gaudichaud.
Rodzaj wyewoluował w miocenie oddzielając się jako siostrzany od linii prowadzącej do pary rodzajów – makaronezyjskiego Gesnouinia oraz parietaria Parietaria, które rozdzieliły się w pliocenie lub plejstocenie.
Nazwa rodzajowa upamiętnia Josepha François Soleirola (1781–1863), botanika z Korsyki.
Synonimy homotypowe
- Helxine soleirolii Req.
- Parietaria soleirolii (Req.) Spreng.

Synonimy heterotypowe
- Parietaria cretica Moris
- Parietaria repens Soleirol ex Mutel
- Soleirolia corsica Gaudich.
- Soleirolia repens Kuntze

## Zastosowanie
Roślina uprawiana jako okrywowa w szklarniach i donicach, w klimacie ciepłym także w ogrodach skalnych i parkach. W pojemnikach bywa uprawiana w celu zadarniania powierzchni pod innymi roślinami lub samodzielnie, wówczas zwykle jako roślina wisząca (zwłaszcza młode, bujnie rosnące okazy mogą tworzyć atrakcyjne, kuliste formy). W uprawach szklarniowych roślina ta bywa chwastem.

## Uprawa
Wymaga stanowisk cienistych lub półcienistych, nie może być narażona na bezpośrednie promienie słoneczne. Zimą optymalnie rośnie w  temperaturach z zakresu 5–15°C, w wyższych może tracić liście. Wymaga stale wilgotnego podłoża, ale zaleganie wody powoduje gnicie korzeni i pędów. W pomieszczeniach ogrzewanych i latem wymaga zraszania. Rozmnażana jest wegetatywnie przez podział łatwo korzeniących się pędów. Zaleca się sadzić rośliny w pojemnikach o szerokości większej niż ich głębokość. Dobrze rośnie w podłożu piaszczystym zmieszanym z kompostem lub utworzonym z kory i słabo rozłożonego torfu w równych proporcjach. 
W uprawie doniczkowej rzadko udaje się roślinę utrzymać dłużej niż rok, natomiast w ogrodach w odpowiednich warunkach klimatycznych może utrzymywać się bardzo długo. Krótki okres produkcji i szybki wzrost pozwala na kilkukrotne odtwarzanie roślin w ciągu roku.
Uprawiane są odmiany o barwnych liściach:
- 'Argentea' – liście jasnozielonosrebrzyste;
- 'Aurea' – liście jasnożółtozielone.